# 吉川拓哉
吉川拓哉（よしかわ たくや、1978年11月10日 - ）は、日本の経営者。吉川化成株式会社・専務取締役。YPC株式会社・代表取締役社長。株式会社フジメディカル・代表取締役社長。エグゼクティブMBAゴルファー。一般社団法人 日本インドゴルフ協会・理事。経営者のゴルフクラブ FLAG・アソシエイトパートナー。一般社団法人 JAPAN HICKORY GOLFING SOCIETY 顧問。

## 来歴
大阪府東大阪市出身。1994年大阪桐蔭高等学校に入学。ツアープロとして日本7勝している宮里優作率いるゴルフ部主将として、1996年 関西高等学校ゴルフ対抗戦3連覇優勝に貢献。1997年、立命館大学に入学。体育会ゴルフ部員の主将として2000年には関西学生ゴルフ選手権連盟杯と関西学生ゴルフ選手権を優勝。第55回とやま国体ゴルフ競技（成年の部）では、国体代表選手として準優勝。日米大学ゴルフ対抗の日本代表メンバーにも選考された。卒業後、プロゴルファーとしてアメリカのミニツアー参戦し、アジアンツアーまた、日本人初のインディアンツアー（Professional Golf Tour of India）にレギュラー参戦。日本ではカシオワールドオープン出場。プロゴルファー現役時代はパットの神で、「自分がパットする度、グリーンの芝は大喜びし、喜んだ芝がワッショイとホールに向かって運んでくれる」とコメントしていた。その実力は今もなお語り継がれ、アジアンツアーとの共催競技「パナソニックオープン」でツアー初優勝したプロゴルファー川村昌弘も認める。その後、アマチュアゴルファーに復帰。2006年、吉川化成株式会社に営業として入社。マレーシア法人からのスタート。2011年にはタイの大洪水被害に合い現地工場を立て直した、その後、帰国し数々営業実績を残す傍ら、2015-2018年の間、立命館大学体育会ゴルフ部の監督を務め、現在は、吉川化成株式会社の専務取締役、YPC株式会社及び株式会社フジメディカルの代表取締役社長となる。2023年経営者とプロゴルファーを繋ぐ事業FLAGのアソシエイトパートナーとなる。2024年10月7日から10日まで、スコットランド北部ハイランド地方都市インヴァネスの有名コースで開催されたヒッコリーゴルフの世界大会、World Hickory Open Championshipに日本代表選手として出場し、国別対抗チーム戦及び個人総合部門で優勝した。尚、国別対抗チーム戦の優勝は、日本代表チームの同大会4連覇としてギネス世界記録に認定された。

## MBAホルダーの活動
2019年4月、国際的に評価の高いNUCB BUSINESS SCHOOLに入学。2021年3月、EMBAのカリキュラムを終えMBAの取得。日本で唯一のエグゼクティブMBAゴルファーとして、社会人に必要なものがゴルフに全て揃っていると提唱しており、MBAとゴルフを繋げた活動をしている。ゴルフでは深く考えすぎる方が多い。一方、ビジネスでは過去の成功体験の感覚だけに頼る経営者が多い。ゴルフと経営は、正しい知識と考え方のバランスをうまくとれば目標に最短で近づくという。吉川は今後「ゴルフから経営を学び、経営からゴルフを学ぶ懸け橋として、両方に悩んでいる経営者の助けになるような貢献をしたい」と望んでいる。